# محاباة (فساد)
المحسوبية أو المحاباة أو الواسطة (بالإنجليزية: nepotism) تعني تفضيل الأقارب أو الأصدقاء الشخصيين بسبب قرابتهم وليس كفائتهم. والكلمة تستخدم للدلالة على الازدراء. فمثلاً إذا قام أحد المدراء بتوظيف أو ترقية أحد أقاربه الموظفين بسبب علاقة القربى بدلاً من موظف آخر أكفأ ولكن لا تربطه علاقة بالمدير فيكون المدير حينها متهماً بالمحاباة. وقد ألمح بعض علماء الأحياء بأن الميل نحو المحسوبية أمر غريزي وشكل من أشكال انتقاء الأقارب. والمحسوبية أيضا هي تبادل البضائع والخدمات مقابل دعم سياسي. فالمحسوبية نظام سياسي جوهره علاقة لاتماثلية بين مجموعات من الفاعلين السياسيين الموصوفين بأنهم رعاة وعملاء وأحزاب سياسية. عَرَّف ريتشارد جراهام المحسوبية بأنها مجموعة من الأفعال القائمة على مبدأ «خذ هناك، أعط هنا» بأسلوب يتيح لكل من العملاء والرعاة جني الخيرات من دعم الآخر. والأكثر من ذلك أن المحسوبية تتميز عادةً بـ «أنظمة المبادلة» حيث يبادل المصوّتون الدعم السياسي بنتائج مختلفة من عملية صناعة القرار العام.

## تاريخ المحسوبية
يعود أصل ذلك الأسلوب لروما القديمة، فهنا كانت العلاقات بين الراعي (الرعاة) والعميل (العملاء) علاقة مهمة لفهم العملية السياسية. وفي حين أن الالتزامات بين الطرفين كانت متبادلة، فإن النقطة الأساسية أنها كانت التزامات هيكلية. وفي أفضل الأحوال يمكن النظر إلى تلك العلاقات ليس باعتبارها كيانًا ولكن باعتبارها شبكة من (العملاء)، وقد يكون الراعي نفسه ملتزماً تجاه شخص آخر ذي سلطة أكبر وقد يكون العميل ملتزماً تجاه أكثر من راعٍ. ويزيد امتداد هذه الالتزمات من إمكانية حدوث تعارض في المصالح. وفي حين أن الأسرة هي الوحدة الأساسية المكونة للمجتمع الروماني، فإن الشبكات المتبادلة (شبكة العملاء) تمثل قيوداً على استقلالية الأسرة ولكنها سمحت بتكوين مجتمع أكثر تعقيداً. ولقد قام المؤرخون من نهاية العصور الوسطى بتطوير المفهوم ليصبح النظام الإقطاعي غير الشرعي. وهناك حسب العادة التباس في استخدام المصطلح السياسي وتستخدم في بعض الأحيان مصطلحات «المحسوبية» و«العلاقات بين الراعي والعميل» و«الرعاية والآلة السياسية» في وصف مفاهيم متشابهة أو مترابطة.
يكمن المدخل الرئيسي لفهم المحسوبية في التأكيد ليس فقط على العلاقات النفعية المتبادلة لعملية المبادلة ولكن في التأكيد أيضاً على النفوذ أو الموقف. فينطوي الأمر على آلية انتقائية في الوصول إلى الموارد والأسواق الرئيسية. فعند توفيرها، يعتمد الرعاة (و/أو أحيانًا الرعاة الفرعيون أو السماسرة) على إخضاع واعتماد العملاء. فمقابل الحصول على بعض المكاسب ينبغي أن يقدم العملاء دعمًا سياسيًا. فالمحسوبية بوصفها إستراتيجية للتنظيم السياسي تختلف اختلافاً كبيراً عن الإستراتيجيات الأخرى التي تعتمد على قبولها لنطاق أوسع من الأهداف المبرمجة أو تركز ببساطة على درجات أعلى من الكفاءة. ويفترض في الغالب أن المحسوبية هي أثر من آثار نقص التطور السياسي وأن التحديث السياسي سيحدّ منها أو ينهيها. ولكن هناك آراء أخرى تؤكد على استمرارية المحسوبية - ولكن الرعاية المرتبطة بها - تم إقرارها.
كلمة (nepotism) الإنجليزية أصلها لاتيني ومشتقة من كلمة (nepos) والتي تعني (nephew) «ابن الأخ أو الأخت»، وفي العصور الوسطى كان بعض البابوات والأساقفة الكاثوليك من الذين قطعوا عهود الرهبنة يربون أبناءهم غير الشرعيين مدّعين بأنهم أبناء أخواتهم أو إخوانهم وكانوا يفضلونهم في التعامل على الناس الآخرين. وهناك عدد من البابوات من الذين كان لهم أمثال هؤلاء الأبناء غير الشرعيين والأقرباء الآخرين وصلوا مراتب الكاردينالية. وغالباً ما كانت مثل هذه التعيينات لإقامة ما يشبه «عوائل مالكة» تحتفظ بكرسي البابوية. فعلى سبيل المثال عيّن البابا كاليستوس الثالث من عائلة بورجا اثنين من أبناء إخوانه كرادلة، أحدهم رودريغو والذي استخدم منصبه الكاردينالي فيما بعد كعَتَبة للوصول إلى البابوية، فأصبح البابا إسكندر السادس. وتصادف أن إسكندر – أحد أكثر البابوات فساداً – قد منح ألساندرو فارنيزي شقيق عشيقته لقب كاردينال وارتفع شأنه حتى صار البابا بولس الثالث. وانشغل بول أيضاً بمحاباة الأقارب حيث عين على سبيل المثال اثنين من أولاد أخته (بأعمار 14 و16 عاماً) كرادلة. وقد انتهت هذه الممارسة أخيراً حينما أصدر البابا إنوسنتيوس الثاني عشر أمراً بابوياً بذلك في عام 1692، وقد حظر المرسوم البابوي على البابوات في كل الأزمان من منح العقارات والمناصب أو العوائد المالية لأي فرد من أقربائهم باستثناء قريب واحد (على الأغلب) يكون مؤهلاً لكي يصبح كاردينالاً.

## المحسوبية في الوسط السياسي
المحسوبية تهمة شائعة في الوسط السياسي حينما يتسلم قريب ما لشخص ذو نفوذ منصب قوة من دون مؤهلات مناسبة. فمثلاً حينما تم انتخاب السيناتور الأمريكي فرانك مركوفسكي حاكماً لولاية آلاسكا عيّن ابنته ليزا ميركوفسكي ممثلةَ عن الولاية لإدارة المنصب للعامين المتبقين من فترة ولايته وقد إتُهم لذلك بمحاباة الأقارب. (وقد فازت ابنته ليزا في حملة إعادة انتخابها عندما رشحت نفسها في عام 2004). جون كينيدي اتهُم هو الآخر بالمحاباة من قبل عدد من خصومه حينما عيّن أخاه روبرت كينيدي مدّعياً عاماً. هناك في كل مكان عوائل سيطرت على السياسة في بلدانها مثل عائلة تون عبد الرزاق ثاني رئيس وزراء لماليزيا وولده نجيب تون رزاق رئيس الوزراء الحالي لماليزيا والوزير مينتور لي كوان أول رئيس لوزراء سنغافورة وولده لي هسين لونغ الذي خلف مؤخراً غوه جوك تونغ كرئيس لوزراء سنغافورة. والعديد من الدول في آسيا فيها هذا الميل لحكم العائلات الحاكمة. ففي الهند ظلت عائلة نهرو – غاندي الحاكمة تحكم الهند لمعظم فترة ما بعد الاستقلال بينما دأب الناس الآخرون في الولايات الهندية أيضاً على تفضيل أقاربهم ومعارفهم. وفي رومانيا يشيع مصطلح «العلاقة» لوصف المحسوبية وهو ما يتيح للفرد الحصول على وظيفة معينة. اما مفردة "nepot" في اللغة الرومانية فتعني «ابن الأخ أو الاخت». وخلال الحكم الشيوعي كانت المحسوبية هي السبيل الوحيدة للحصول على وظيفة جيدة براتب مجز.
والتعبير الدارج في المملكة المتحدة لوصف المحسوبية «وبوب هو عمك» ويرجع أصل المقولة إلى الفترة التي كانت فيها روبرت سيسل دوق سالزبوري رئيساً للوزراء حينما عيّن ابن أخيه آرثر بلفور في منصب رفيع. والعبارة في الأصل كانت هجاءَ ساخراً لمحاباة الأقارب ولكنها اليوم تعني «ما من مشكلة» أو «كل شيء قد تم إنجاوه» كما في «أوصل القابس وأضغط على الزر وبوب هو عمك».

## المحسوبية في المنظمات
كما يمكن أن تحدث المحسوبية داخل المنظمات عندما يكون الشخص مستخدمًا بسبب الروابط الأسرية. يعتبر عمومًا شيء غير أخلاقي، سواء من جانب صاحب العمل والموظف.

## المحسوبية في العمل
يمكن أن تعني المحسوبية في العمل زيادة الفرصة في الحصول على عمل، أو الحصول على وظيفة أو الحصول على أجر أكثر من الأشخاص الآخرين المتشابهين. يتم تقديم الحجج سواء لصالح أو ضد العمل الممنوح بسبب الاتصال العائلي، وهو الأكثر شيوعًا في الشركات الصغيرة التي تديرها عائلات. من ناحية يمكن أن توفر المحسوبية الاستقرار والاستمرارية. ويستشهد النقاد بالدراسات التي تدل على انخفاض الروح المعنوية والالتزام من جانب الموظفين غير المرتبطين بها، وموقفًا سلبيًا بشكل عام تجاه المناصب العليا المملوءة من خلال المحسوبية. وذكر مقال من مجلة فوربس أنه «لا يوجد سلم يصعد إليه عندما يتم حجز الدرجة الأعلى للأشخاص الذين يحملون اسمًا معينًا». بعض الشركات تمنع المحسوبية كمسألة أخلاقية معتبرةً أنها مزعجة ومزعجة للغاية.